# الإسلام في كوريا

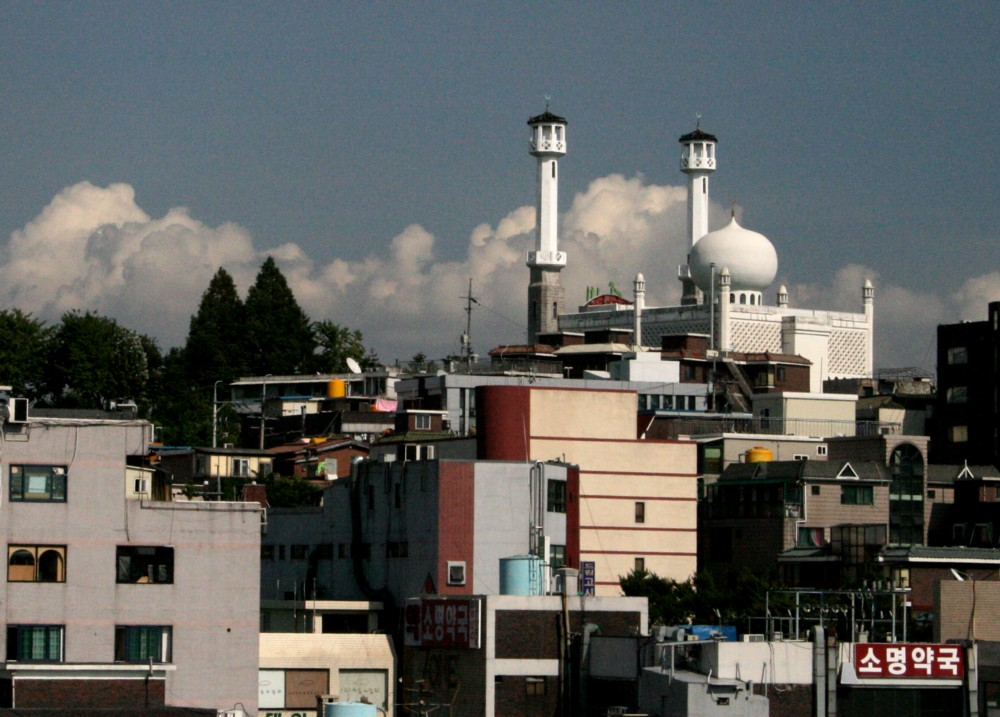
مسجد في سيول.

يشير تاريخ كوريا إلى أن التجار العرب وصلوا إليها في وقت مبكر، والوصول الفعلي للإسلام جاء في أثناء الحرب الكورية الأخيرة بعد سنة 1950، فوصلت إلى كوريا قوات تركية ضمن قوات هيئة الأمم المتحدة وكان إمام هذه القوات الشيخ عبد الرحمن، وشيدت القوات التركية مسجداً لتأدية شعائر الإسلام في سنة 1956، وأقبل الكوريون على اعتناق الإسلام، فأعتنق 4000 كوري الإسلام، ثم أخد عدد المسلمين يتزايد، وتكون الاتحاد الإسلامي الكوري في سنة 1963 ،وعين صبري سوح رئيساً للاتحاد وعبد العزيز كليم سكرتيراً، وبني مسجد مؤقت في سيول. ويتواجد المسلمين في ثلاث مناطق، في سيول، وفي بوسان، وفي بلدة كوانجو.
في سنة (1387هـ 1967م) زار صبري سوح رئيس الاتحاد الإسلامي الكوري ومعة عثمان كيم أستاذ اللغة العربية بجامعة هانكوك عدد من الدول الإسلامية منها ماليزيا، والباكستان، والمملكة العربية السعودية، ومصر، والقدس، بهدف توثيق العلاقات بين المسلمين في كوريا والعالم الإسلامي، وللمركز الثقافي الإسلامي السعودي نشاط في الدعوة بين الكوريين العاملين بالمملكة العربية السعودية، وأسلم الآلاف منهم.

## المسجد والمركز الإسلامي
في سنة 1967 اعترفت وزارة الإرشاد الكوري بالاتحاد الإسلامي بكوريا، وتبرع رئيس جمهورية كوريا بقطعة أرض لإقامة المسجد والمركز الإسلامي الرئيسي بسول ووضع الحجر الأساسي لهذا المشروع في سنة 1971، وفي نفس العام ذهب وفد من مسلمي كوريا الجنوبية لمقابلة الملك فيصل بن عبد العزيز آل سعود أثناء زيارته لليابان، فدعم الأقلية المسلمة مادياً، وفي سنة 1978 قام رئيس الاتحاد الإسلامي الكوري بزيارة الدول العربية لدعم مشروع المركز الإسلامي فزار المملكة العربية السعودية، ومصر، وأبو ظبي، وقطر، والمغرب، وليبيا، وفي سنة 1974 احتفل بإتمام بناء المركز الإسلامي بسول بحضور وفود من بعض الدول الإسلامية والعربية، وبعد عام احتفل بإتمام بناء المسجد الإسلامي الملحق بالمركز بسول. وفي سنة (1976 عقد مؤتمر للأقليات المسلمة بسول، واتخد المركز مقراً له، وافتتح معهد اللغة العربية في نفس العام بالمركز الإسلامي بسول، ثم تكونت أول جمعية إسلامية خيرية بكوريا، واسس الاتحاد مسجداً صغيراً في بوسان، ونشط المركز في إصدار كتيبات عن الإسلام باللغة الكورية، وزار البلاد وفد سعودي كويتي واقترح بناء مدرسة لتعليم أبناء المسلمين الكوريين، وتبرع لهذا المشروع خادم الحرمين الشريفين الملك فهد بن عبد العزيز آل سعود بمبلغ 25000 دولار، كمنحة سنوية ترسل إلى الاتحاد الإسلامي الكوري.

## العدد

### المسلمون في كوريا الشمالية
قدر مركز بيو للأبحاث أن هناك 3000 مسلم في كوريا الشمالية في عام 2010، ارتفاعًا من 1000 في عام 1990. يوجد السفارة الإيرانية في بيونجيانغ، مسجد الرحمن المسجد الوحيد في البلاد.

### المسلمون في كوريا الجنوبية
يشكل العمال المهاجرون من باكستان وبنغلادش نسبة كبيرة من السكان المسلمين. ذكرت صحيفة كوريا تايمز أن عدد المسلمين الكوريين في عام 2002 بلغ 45000 بينما قدر مركز بيو للأبحاث أن هناك 75000 مسلم كوري جنوبي في عام 2010 ، أو واحد من كل خمسمائة شخص في البلاد.
بين المجتمعات المسلمة، هناك مجموعتان متميزتان: المسلمون المحليون والمهاجرون. المجتمع المحلي هم عادة الكوريون الذي يعتنقون الإسلام، بينما المهاجرون هم أناس هاجروا من الدول الإسلامية إلى كوريا للحصول على وظائف. يأتي المهاجرون المذكورون عادةً من مناطق مثل الشرق الأوسط وآسيا الوسطى وجنوب آسيا وجنوب شرق آسيا. زادت هجرة غير الكوريين بنسبة 9.2٪.

## وصلات خارجية
- موقع إسلام كوريا (باللغة الإنجليزية)